# 권선로
권선로(Kwon Seon-ro)는 경기도 수원시 영통구 망포동 망포역사거리에서 수원시 권선구 호매실동 호매실 나들목을 잇는 46.6km 도로이다.

## 주요 경유지
- 경기도 수원시 권선구 (권선동. 세류동). 팔달구 - (매교동), 권선구 (호매실동)

## 노선
| 이름                      | 접속 노선                    |        | 소재지 | 소재지   | 비고 |
| ------------------------- | ---------------------------- | ------ | ------ | -------- | ---- |
| 망포역삼거리              | 덕영대로                     | 수원시 | 영통구 | 망포동   |      |
| (이름없음)                | 삼성로                       | 수원시 | 영통구 | 영통동   |      |
| 매탄권선역사거리          | 동탄원천로                   | 수원시 | 영통구 | 매탄동   |      |
| 새터사거리                | 매탄로                       | 수원시 | 영통구 | 매탄동   |      |
| 곡선사거리                | 수원시도 제51호선 (동수원로) | 수원시 | 권선구 | 권선동   |      |
| 현충원삼거리              | 효원로308번길                | 수원시 | 팔달구 | 인계동   |      |
| 농수산물시장 사거리       | 관광로                       | 수원시 | 권선구 | 권선동   |      |
| 권선사거리                | 국도제1호선 (경수대로)       | 수원시 | 권선구 | 권선동   |      |
| 산제당사거리              | 세지로                       | 수원시 | 권선구 | 권선동   |      |
| 정조사거리                | 정조로                       | 수원시 | 권선구 | 세류동   |      |
| 유천2교                   |                              | 수원시 | 권선구 | 세류동   |      |
| 윗버드내 사거리           | 권선로 537번길               | 수원시 | 권선구 | 세류동   |      |
| 동립말사거리              | 세류로                       | 수원시 | 권선구 | 세류동   |      |
| 벌터교차로 (수원역고가교) | 세화로                       | 수원시 | 권선구 | 평동     |      |
| 벌말교                    |                              | 수원시 | 권선구 | 고색동   |      |
| 공구단지삼거리            |                              | 수원시 | 권선구 | 고색동   |      |
| 행정타운사거리            | 서부로                       | 수원시 | 권선구 | 고색동   |      |
| 황구지교                  |                              | 수원시 | 권선구 | 호매실동 |      |
| 호매실교                  |                              | 수원시 | 권선구 | 호매실동 |      |
| 호매실사거리              | 서수원로                     | 수원시 | 권선구 | 호매실동 |      |
| 호매실지하차도            |                              | 수원시 | 권선구 | 호매실동 |      |
| 봉담과천로와 간접연결     |                              |        |        |          |      |

## 주요 시설
- GS칼텍스 행정타운주유소 (경기도 수원시 권선구 호매실동 권선로 98)
- SK에너지 청송셀프주유소 (경기도 수원시 권선구 호매실동 권선로 331)
- HD현대오일뱅크 도이치에너지주유소 (경기도 수원시 권선구 호매실동 권선로 334)
- HD현대오일뱅크 수원현대충전소 (경기도 수원시 권선구 호매실동 권선로 337)
- GS칼텍스 인성주유소 (경기도 수원시 권선구 세류동 권선로 541)
- SK에너지 삼미상사 권선로주유소 (경기도 수원시 권선구 세류동 권선로 644)
- 수원남부 119구조대 (경기도 수원시 권선구 권선동 권선로 669)
- CU 수원찬스돔점 (경기도 수원시 권선구 권선동 권선로 673)
- SK에너지 SK드림주유소 (경기도 수원시 권선구 권선동 권선로 679)
- 맥도날드 수원GS DT점 경기도 수원시 권선구 권선동 권선로 684)
- 쉐보레 수원서비스센터 (경기도 수원시 권선구 영통동 권선로 899)